# جایزه انجمن بازیگران فیلم برای بهترین بازیگر نقش زن برای سریال کوتاه یا فیلم تلویزیونی
جایزه انجمن بازیگران فیلم برای بهترین بازیگر نقش زن برای سریال کوتاه یا فیلم تلویزیونی هرساله توسط انجمن بازیگران فیلم به افتخار بهترین دستاوردهای بازیگری در تله‌فیلم و سریال کوتاه، اعطا می‌شود.

## دهه ۱۹۹۰
- ۱۹۹۴ - جوآن وودوارد
- ۱۹۹۵ - الفری وودارد
- ۱۹۹۶ - کتی بیتس
- ۱۹۹۷ - الفری وودارد
- ۱۹۹۸ - آنجلینا جولی
- ۱۹۹۹ - هلی بری

## دهه ۲۰۰۰
- ۲۰۰۰ - ونسا ردگریو
- ۲۰۰۱ - جودی دیویس
- ۲۰۰۲ - استوکارد چنینگ
- ۲۰۰۳ - مریل استریپ
- ۲۰۰۴ - گلن کلوز
- ۲۰۰۵ - اس اپاتا مرکرسون
- ۲۰۰۶ - هلن میرن
- ۲۰۰۷ - کویین لطیفه
- ۲۰۰۸ - لورا لینی
- ۲۰۰۹ - درو بریمور

## دهه ۲۰۱۰
- ۲۰۱۰ - کلیر دینز
- ۲۰۱۱ - کیت وینسلت
- ۲۰۱۲ - جولیان مور
- ۲۰۱۳ - هلن میرن
- ۲۰۱۴ - فرانسیس مک‌دورمند